# Martín Fernández de Vilches
Martín Fernández de Vilches (Vilches, Reino de Jaén, ?-Bonilla de la Sierra, 13 de noviembre de 1469), también conocido como Martín de Vilches, fue un religioso católico y funcionario castellano, consejero real y obispo de Ávila entre 1456 y 1469.

## Biografía
De orígenes humildes, estuvo activo como burócrata durante el reinado de Juan II de Castilla y ascendió a consejero durante el de Enrique IV. Disfrutó de la absoluta confianza de este monarca a pesar de sus orígenes y poca formación. Antes de que llegase al trono Enrique, fue su vicario general y consejero cuando era príncipe de Asturias y también ejerció como su secretario y capellán desde 1449. Además, al pertenecer al estamento eclesiástico, fue maestro de la capilla de los Reyes Nuevos de la catedral de Toledo desde 1436, y canónigo de Jaén entre 1449 y 1452. Su vinculación a la capilla posiblemente favoreció su buena relación con Enrique; de hecho, recibió una alta quita, de 12 000 maravedíes, para mantener un cargo civil —secretario— y uno eclesiástico —sacerdote—.
Poco después de llegar Enrique al trono castellano, en 1454, fue nombrado canciller Mayor del sello de la puridad en sustitución de Rodrigo de Villacorta, destituido por desavenencias con el monarca. En 1456, a instancia del rey, fue nombrando obispo de Ávila, vacante la sede tras la muerte de Alonso Tostado, cargo que ocupó el resto de su vida. Durante su pontificado se opuso a los canónigos abulenses al no aceptar algunas medidas de gobierno interno y varias disposiciones sobre la disciplina clerical y tuvo lugar, además, la conocida Farsa de Ávila, una deposición en efigie de Enrique IV promovida por el marqués de Villena para reconocer rey de Castilla al medio hermano de Enrique, el infante Alfonso. Martín de Vilches se mantuvo fiel a Enrique durante el conflicto sucesorio.